# Socuéllamos
Socuéllamos ist eine Gemeinde in der spanischen Provinz Ciudad Real der Autonomen Region Kastilien-La Mancha.

## Lage
Der Gemeinde Socuéllamos grenzt im Norden an die Gemeinden Pedro Muñoz (Ciudad Real) und Mota del Cuervo (Cuenca); im Osten an Las Mesas (Cuenca) und Villarrobledo (Albacete); im Süden an Alhambra (Ciudad Real); und im Westen an Tomelloso (Ciudad Real).

## Geschichte
Juan Osórez, Meister des Santiagoordens, gewährte dem Ort Socuéllamos in den 1290er Jahren im Rahmen des Streits des Ordens mit dem Concejo von Alcaraz eine chartae populationis. Um die Besiedlung des Gebiets zu fördern, wurden denjenigen, die Wein anbauten, Privilegien der Befreiung von Steuern und Abgaben gewährt. Nach dem 2. Aufstand in den Alpujarras (1568–1571) siedelten hier Morisco aus Granada, was zu einem ethnischen Konflikt in dem Ort führte. Die Morisco vieließen den Ort schließlich wieder.

## Persönlichkeiten
- José Vicente Toribio (* 1985), Radrennfahrer